# Friedrich Kohlrausch
Friedrich Wilhelm Kohlrausch (ur. 14 października 1840 w Rinteln, zm. 17 stycznia 1910 w Marburgu) – niemiecki fizyk, profesor uniwersytetów w Getydze i Würzburgu.
Zajmował się przede wszystkim elektrochemią. Prowadził badania nad elektrolitami. Konstruował nowe przyrządy pomiarowe do badań fizycznych. Jeden z twórców fizyki doświadczalnej (laboratoryjnej). W 1896 otrzymał Pour le Mérite za Naukę i Sztukę.
Był synem fizyka Rudolfa Kohlrauscha oraz kuzynem chirurga Otto Kohlrauscha.